# Saint-Georges-la-Pouge
 Saint-Georges-la-Pouge  là một xã thuộc tỉnh Creuse trong vùng Nouvelle-Aquitaine miền trung nước Pháp. Xã này nằm ở khu vực có độ cao trung bình 565 mét trên mực nước biển.